# Eulimastoma engonium
Eulimastoma engonium är en snäckart som först beskrevs av Bush 1885.  Eulimastoma engonium ingår i släktet Eulimastoma och familjen Pyramidellidae. Inga underarter finns listade i Catalogue of Life.